# Gacé
Gacé is een gemeente in het Franse departement Orne (regio Normandië). De plaats maakt deel uit van het arrondissement Mortagne-au-Perche. Gacé telde op 1 januari 2022 1.771 inwoners.

## Geografie
De oppervlakte van Gacé bedroeg op 1 januari 2022 6,5 vierkante kilometer; de bevolkingsdichtheid was toen 272,5 inwoners per km².

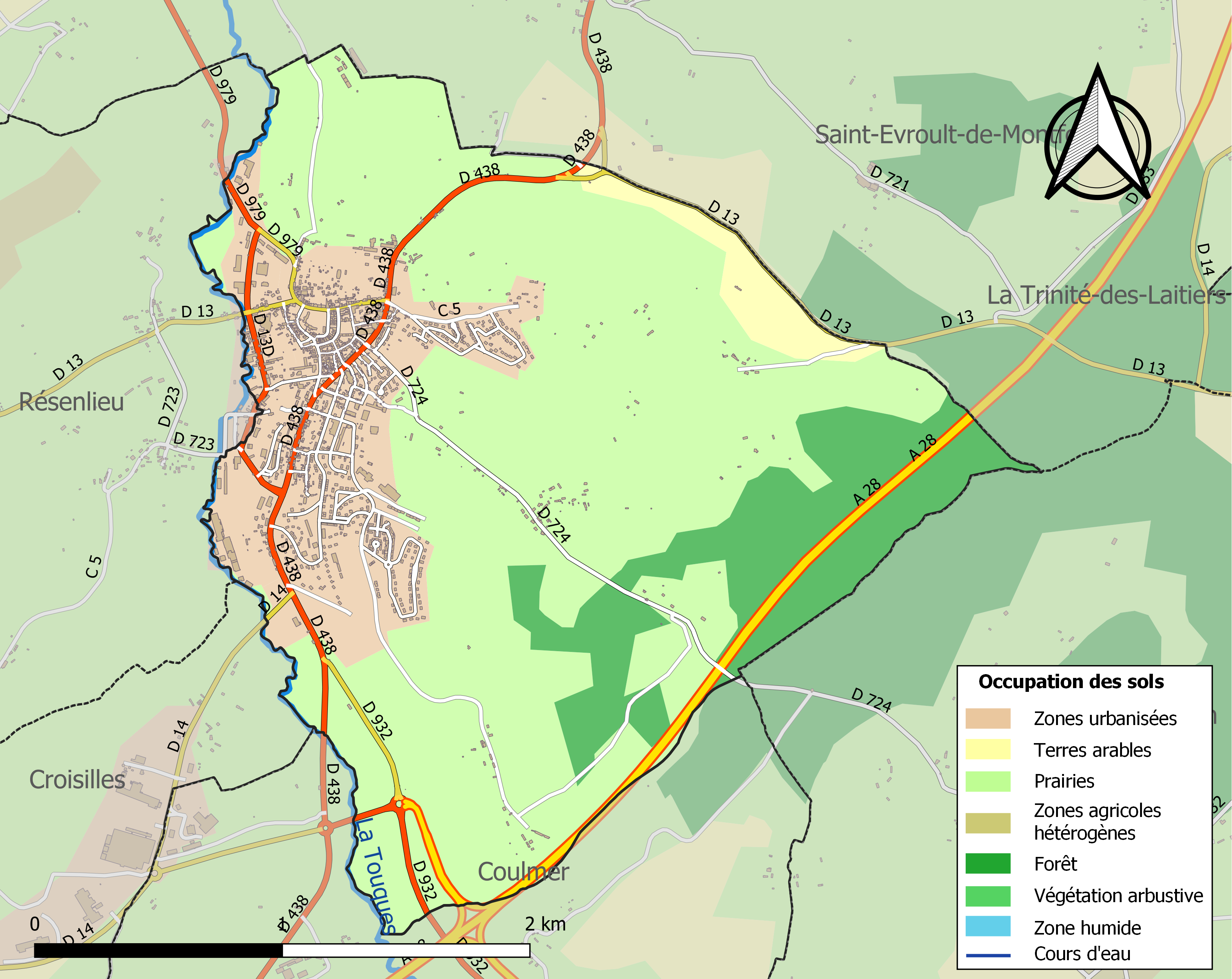
Kaart van de gemeente met belangrijkste infrastructuur, bodemgebruik en omliggende gemeenten

## Demografie
Onderstaande figuur toont het verloop van het inwonertal (bron: INSEE-tellingen).